# Portugal och eurosamarbetet
Portugal har euron som valuta sedan den 1 januari 1999. Euron är Europeiska unionens officiella valuta, som används i många av Europeiska unionens medlemsstater och ett antal andra stater utanför unionen. De länder som använder euron kallas gemensamt för euroområdet. De lägre valörerna av euron utgörs av mynt, medan de högre valörerna utgörs av sedlar. Euromynten har en gemensam europeisk sida som visar värdet på myntet och en nationell sida som visar en symbol vald av den medlemsstat där myntet präglades. Varje medlemsstat har således en eller flera symboler som är unika för just det landet.
För bilder av den gemensamma sidan och en detaljerad beskrivning av mynten, se artikeln om euromynt.
De portugisiska euromynten präglas av tre olika designer, alla skapade av Vitor Manuel Fernandes dos Santos. De lägsta valörerna, 1-, 2- och 5-centmynten, präglas av det kungliga sigillet från år 1134. 10-, 20- och 50-centmynten präglas av det kungliga sigillet från år 1142 medan de högsta valörerna, 1- och 2-euromynten, präglas av det kungliga sigillet från år 1144. På så vis är de portugisiska euromynten ganska lika varandra, eftersom de alla präglas av sigill. På varje portugisiskt euromynt står det Portugal samt EU:s tolv stjärnor och det årtal då myntet är präglat.
Portugals gamla valuta, portugisisk escudo, kan växlas in hos landets centralbank fram till 28 februari 2022, men detta gäller enbart sedlar. Mynt kan inte längre växlas in.
Portugal har präglat en serie mynt och fem versioner av 2-euro jubileumsmynt.